# Aufstiegshilfe (Erschließung)

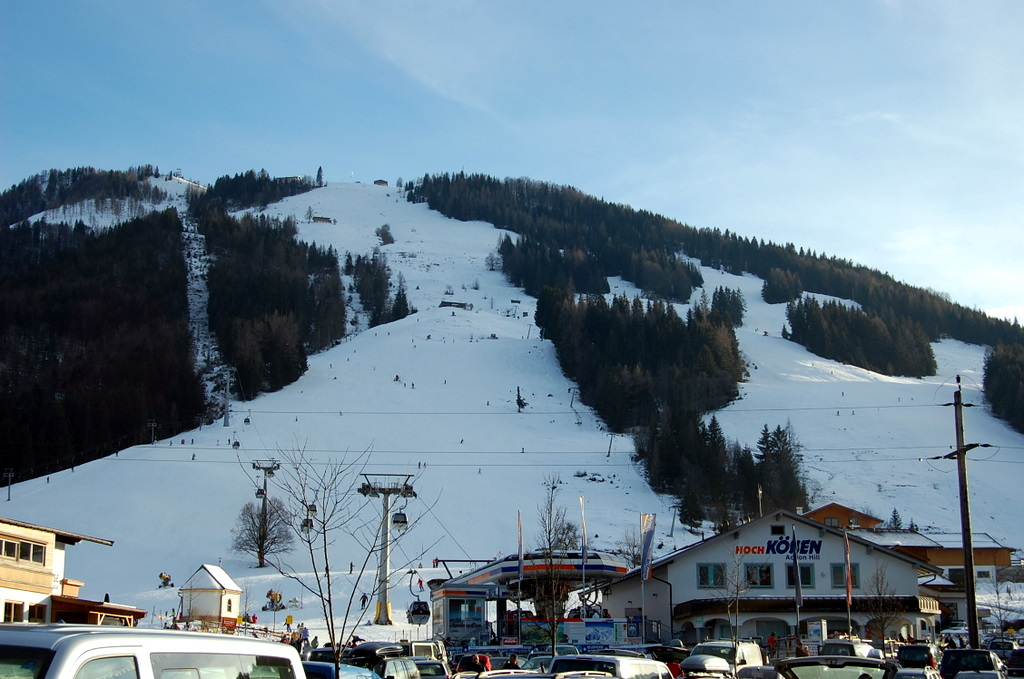
Diverse Aufstiegshilfen (Schigebiet Kössen–Unterberghorn, Tirol)

Unter Aufstiegshilfe, umgangssprachlich Lift, fasst man im Personentransport (außerhalb der Gebäudeerschließung) alle technischen Hilfsmittel zusammen, die dem Menschen die Überwindung von Höhendifferenzen erleichtern, als Beförderungsanlage auch solche für ebene Strecken.
Besondere Bedeutung haben sie als Tourismusinfrastruktur, aber auch als Arbeitsmittel der Erschließung in Land- und Forstwirtschaft und dem alpinen Baugewerbe. Aufstiegshilfen unterliegen neben Gewerberecht, Transportrecht und Baurecht auch dem Umweltrecht (Landschaftsschutz), da sie als technische Großanlagen besonderen Landschaftsverbrauch haben, und neben Schipisten und Fahrwegen den größten Eingriff in die Landschaft darstellen.

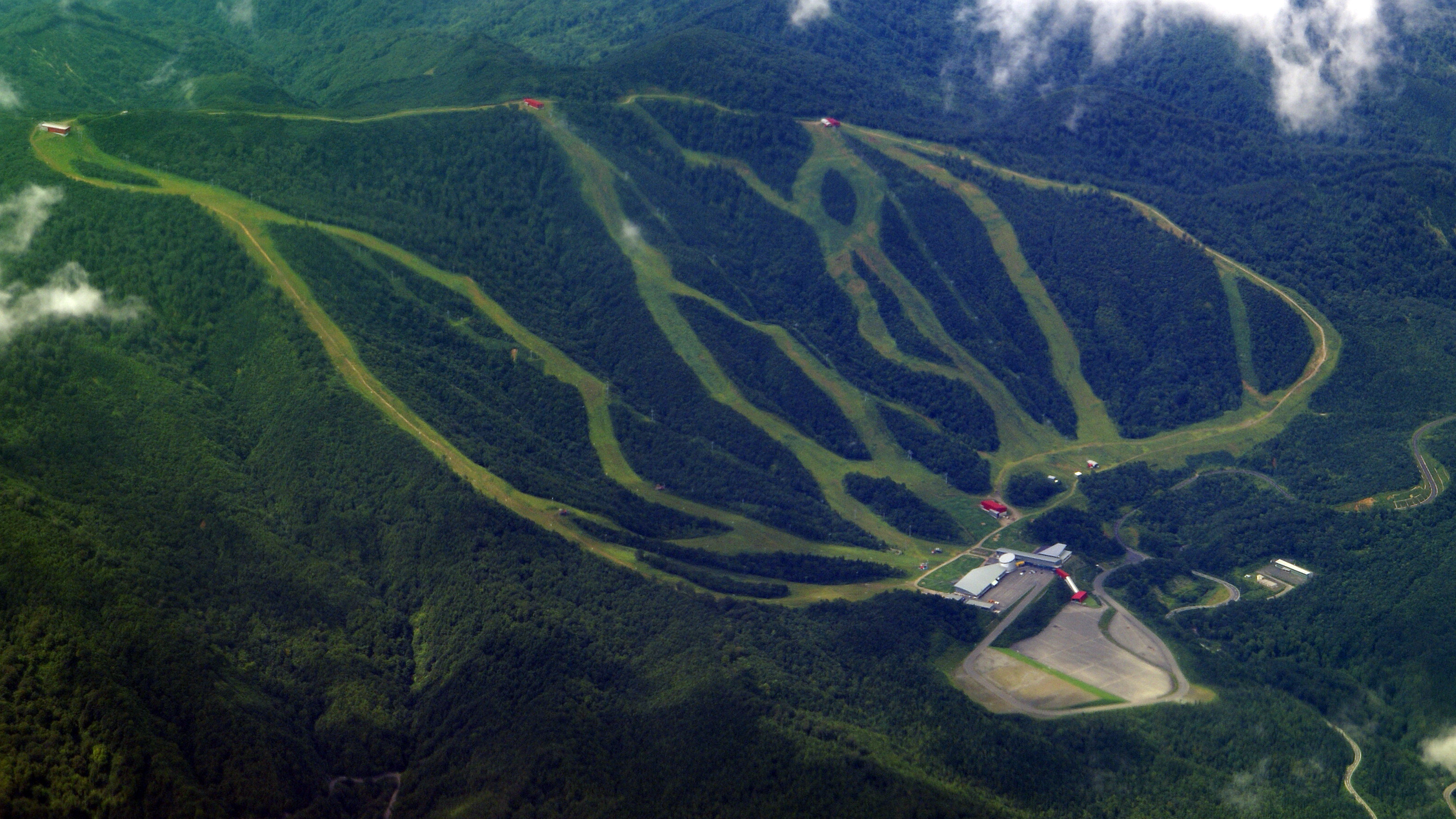
Landschaftsbild mit Abfahrts- und Aufstiegshilfentrassen (Geto-kogen-Gebiet, Kitakami, Japan)

Unter den Begriff fallen vorzugsweise:
- Eisenbahnen, meist als Zahnradbahnen oder gemischte Zahnrad- und Adhäsionsbahnen ausgeführt, gelegentlich, wie etwa die Brockenbahn oder die Uetlibergbahn, auch als reine Adhäsionsbahn
- Seilbahnen (EU-weite Rechtsgrundlage ist die Richtlinie 2000/9/EG über Seilbahnen für den Personenverkehr)[3]
  - Pendelbahnen, Kabinenbahnen, Sessellifte (Gondel- und Sesselbahnen für freischwebenden Personentransport, Seilschwebebahnen, also Luftseilbahnen)
  - Schlepplifte (für Transport von Schifahrern am Boden)
  - Schrägaufzüge (soweit außerhalb von Gebäuden)
  - Standseilbahnen
- Aufzugsanlagen (Rechtsgrundlage in der EU bis 2016 die Richtlinie 95/16/EG über Aufzüge, seitdem die Richtlinie 2014/33/EU), im engeren Sinne senkrechte Kabinenlifte sowie Schrägaufzüge innerhalb von Gebäuden und baulichen Einrichtungen
- Fahrtreppen (Rolltreppen) und Fahrsteige (Rollbänder) (EU-weite Rechtsgrundlage ist die Richtlinie 2001/95/EG über die allgemeine Produktsicherheit)

Eisenbahnen und Seilbahnen, die diese Funktion als Aufstiegshilfe haben, werden in der Regel unter dem Oberbegriff der Bergbahnen subsumiert. Aufstiegshilfen finden insbesondere im Wintersport Verwendung (in Schigebieten), aber auch der Sommersaison, sowohl als Zugang zu touristischen Attraktionen und Gastronomie wie auch etwa für Sommerrodelbahnen oder Flugberge, aber auch zum Zugang zu technischen Einrichtungen auf Berggipfeln wie Sendeeinrichtungen und Observatorien.

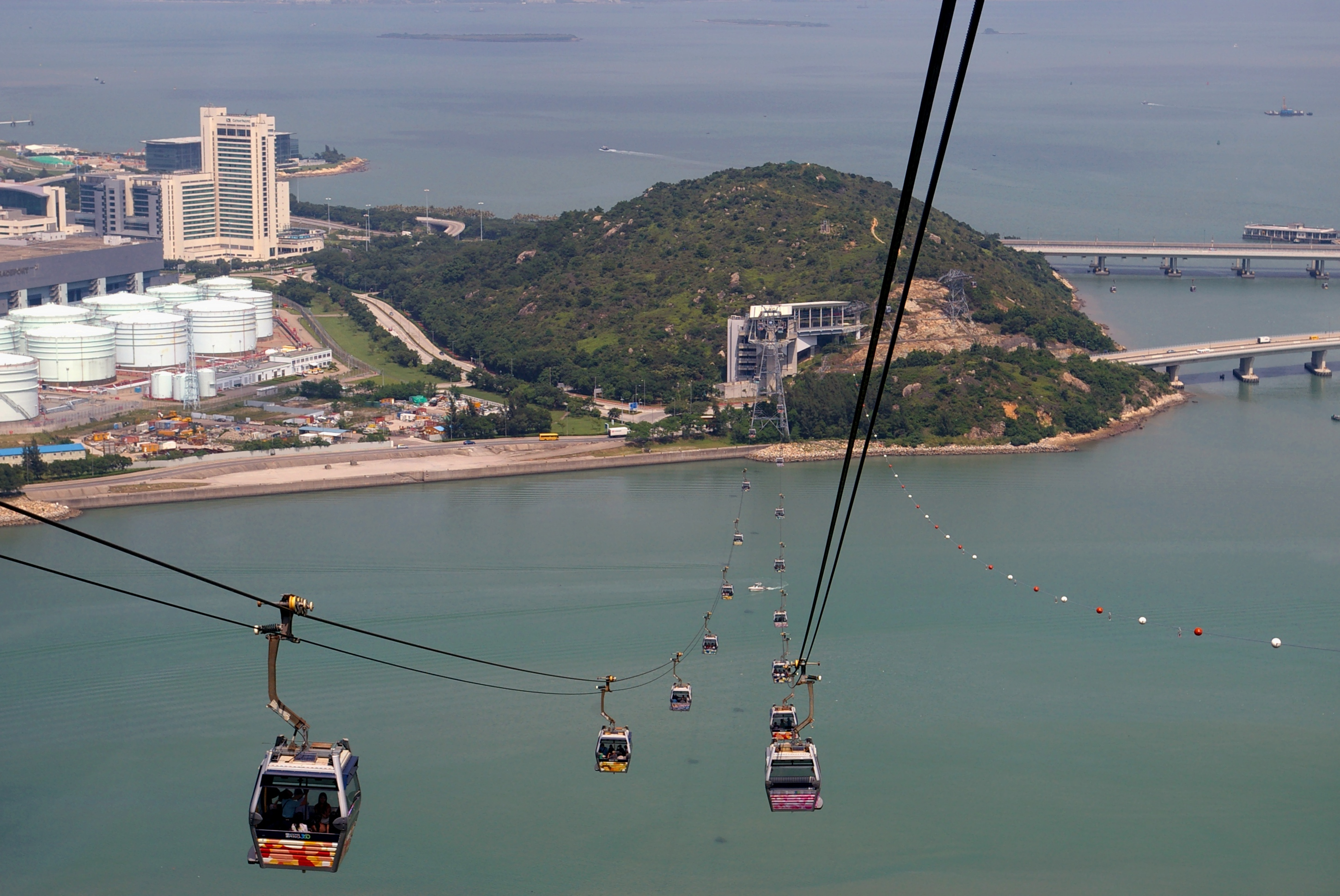
Urbane Beförderungsanlage (Ngong Ping 360 Skyrail, Hong Kong)

Beförderungsanlagen sind auch, insbesondere in Städten mit hügliger Topografie als öffentlichen Nahverkehr im Einsatz.